# Taliban
Taliban (pashto: طالبان; "Islamiske studerende" eller transskriberet Taleban) er en islamistisk fundamentalistisk politisk gruppe som kontrollerede store dele af Afghanistan fra 1996 til 2001 og igen fra 2021.
I perioden 1996-2001 blev dets styre kun anerkendt som legitim regering af tre lande: de Forenede Arabiske Emirater, Pakistan og Saudi Arabien. Siden udviklede bevægelsen sig til en militant guerillabevægelse i Afghanistan i krig med USA og den afghanske regering som en del af krigen i Afghanistan (2001-2021). Mullah Akhtar Mansour var leder af Taliban fra juli 2015 til maj 2016, hvor han blev dræbt i et amerikansk droneangreb.
I maj 2016 blev Mawlawi Hibatullah Akhundzada den tredje øverstbefalende i Talibans historie, og siden januar 2019 har Mullah Abdul Gani Baradar fungeret som Talibans politiske leder og forhandler.
Den 15. august 2021 fik Taliban igen kontrollen over hele Afghanistan, efter en kraftig offensiv fra maj til august, som sluttede af med at Taliban indtog Kabul og præsident Ashraf Ghani flygtede ud af landet.
Leder af den nye regering bliver Mullah Mohammad Hassan Akhund, der var med til at grundlægge Taliban og som var udenrigsminister og næstkommanderende i gruppens første regering i 1990'erne. Mullah Abdul Ghani Baradar bliver næstkommanderende i regeringen.

## Vejen til magten
Da den sovjet-støttede "Afghanistans Demokratiske Republik" brød sammen i 1992, blev Afghanistan kastet ud i en borgerkrig mellem en række krigsherrer. Taliban dukkede op som en magtfaktor, der kunne skabe lov og orden i landet og fik betydelig støtte fra de etniske pashtunere. USA håbede, at Taliban kunne presse krigsherrerne til at bilægge deres uoverensstemmelser og valgte derfor at lade tingene gå deres gang. Selv om den radikale ideologi, som Taliban repræsenterede, senere skræmte mange væk, vurderede mange observatører bevægelsens opståen som en trods alt positiv begivenhed.
Ifølge Talibans egne forklaringer samlede mullah Mohammed Omar (veteran fra Harakat-i Inqilab-i Islami-fraktionen) en styrke på 30 talibanere i foråret 1994, da han have hørt om en bortførelse og voldtægt af to kvinder ved en kontrolpost. Han reddede ifølge Taliban kvinderne og hængte kommandøren. Efter denne hændelse blev de fromme religiøse krigere stærkt efterspurgt af landsbyboere, der var plaget af de uregerlige mujahedinsoldater. Talibanbevægelsen var opstået.
Efter at have overtaget magten i og omkring Kandahar ved militære og diplomatiske sejre angreb Taliban Ismail Khans styrker i den vestlige del af landet og erobrede byen Herat fra ham 5. september 1995. Efter erobringen af byen lykkedes det talibanerne at besejre ham fuldstændigt. Om vinteren belejrede Taliban hovedstaden Kabul. De blokerede handelsvejene og bombarderede byen med raketter. I marts opgav den afghanske præsident Burhanuddin Rabbani og Gulbuddin Hekmatyar deres kamp mod hinanden og dannede en ny anti-Taliban alliance. Den 26. september 1996 opgav de kontrollen med Kabul og trak sig tilbage mod nord. De overlod dermed regeringsmagten til talibanerne, der kort efter gav de afghanske områder, som de kontrollerede, navnet Afghanistans Islamiske Emirat.
Den 20. maj 1997 gjorde generalerne Abdul Malik Pehlawan og Mohammed Pehlawan oprør mod den usbekiske krigsherre Abdul Rashid Dostums ledelse og indgik en alliance med Taliban. Tre dage senere opgav Dostum kontrollen over store dele af sin hær og flygtede fra sin base i Mazar-e Sharif til Usbekistan. Den 25. maj overtog styrkerne fra Taliban og mytteristerne kontrollen over byen. Samme dag som Talibanerne overtog kontrollen med byen, anerkendte Pakistan talibanernes styre som den lovlige regering i Afghanistan. Saudi Arabien fulgte Pakistans eksempel, og anerkendte talibanregeringen dagen efter. Den 27. maj opstod der hårde gadekampe mellem Taliban og Maliks styrker. Talibans soldater var ikke vant til krigsførelse i byer og led et alvorligt nederlag. Tusindvis af soldater mistede livet som følge af kampe og henrettelser. Taliban generobrede imidlertid byen den 8. august 1998.
Den 29. august 1998 beordrede USA's præsident Bill Clinton den amerikanske flåde til at affyre krydsermissiler mod fire mål i Afghanistan, som USA hævdede var træningslejre for islamiske terrorister. En af lejrene blev drevet af Osama bin Laden, som USA beskyldte for at have stået bag bombeattentaterne den 7. august mod flere af de amerikanske ambassader i Østafrika. Tre landsbyer blev ramt, og USA's angreb blev derfor udsat for kritik.
Det styre som Taliban stod bag, blev kun anerkendt af Pakistan, De Forenede Arabiske Emirater og Saudi Arabien. Taliban kontrollerede Afghanistan med undtagelse af nogle mindre områder i nordøst, der blev kontrolleret af Nordalliancen. FN og resten af verden anerkendte fortsat Rabbani som Afghanistans lovlige statsoverhoved, selv om han ikke havde nogen reel politisk indflydelse i landet.
Taliban modtog støtte fra både Saudi-Arabien og Pakistans efterretningstjenester og havde et relativt godt forhold til dem. Forholdet til den shia-muslimske iranske regering var imidlertid meget dårligt, da talibanerne aktivt modarbejdede shia-retningen i den islamiske religion.

## Kultur
Flertallet af Afghanistans indbyggere taler dari og pashto. Her betyder Taliban (eller Taleban) "de som studerer bogen" (Koranen). Navnet kommer fra det arabiske ord for elev, talib. Talibanerne tilhører Deobandi-bevægelsen, der er en sunni-muslimsk bevægelse, der lægger særlig vægt på renhed, enkelhed og mandens familie-forpligtelser. Taliban-bevægelsen er baseret på islamiske værdier og pashtunsk/afghansk nationalisme. Bevægelsen opstod i de etniske pashtuneres område i Afghanistan.

## Dagligdag under Taliban-styret

### Islamisk lov
Da Taliban overtog magten, indførte de straks islamisk lov i de områder, de kontrollerede. Talibans regering var styret af kendere af Islam og islamisk lov. Straffene, der blev administreret af en religiøs politistyrke, var blandt andet amputation af en eller begge hænder for tyveri og stening for utroskab.

### Opium
Taliban forbød dyrkningen af opiums-valmuer i juli i 2000. Så stoppede produktionen af opium næsten fuldstændigt i deres områder, og heroinforsyningen faldt med 65% på verdensplan. Produktionen af opium blev genoptaget, efter Taliban-regeringens fald.
Ifølge amerikanske kilder kommer 92% (2007) af verdens ulovlige opium fra Afghanistan. Størsteparten af den afghanske opium bliver solgt i Europa.

### Kvindernes forhold
Talibans religionsminister, Al-Haj Maulwi Qalamuddin, udtalte til New York Times: "Ønsker verden at give en tændstik til et land i brand? Hvorfor er I så bekymrede for kvinderne? Brød koster for meget. Det findes ikke arbejdspladser. Selv drengene går ikke i skole. Og til trods for alle disse problemer er kvinderne, det eneste jeg hører om. Hvor var verden da mændene i Afghanistan kunne krænke en hvilken som helst kvinde?"
Taliban hævdede at uddannelsen af kvinderne var blevet forbedret, men en UNESCO rapport fastslog, at der var sket et "voldsomt 65 % fald i de piger, som går i skole. I skoler drevet af uddannelsesministeriet er kun 1 % af eleverne piger. Procenten af kvindelige lærere er faldet fra 59,2% i 1990 til 13,5% i 1999."
Taliban indførte et forbud mod at de afghanske kvinder viste sig offentligt uden at være iklædt en burka.

### Buddha-statuerne i Bamiyan
I marts 2001 besluttede Taliban, at to store Buddha statuer i Bamiyan provinsen skulle ødelægges. Taliban opfattede dem som et udtryk for afgudsdyrkeri, der ikke kunne tolereres i en islamisk stat. Den ene statue var 38 m høj og 1800 år gammel, den anden var 53 m høj og 1500 år gammel. Talibans beslutning blev fordømt af UNESCO og en lang række lande, deriblandt Iran.
Omar (lederen af Taliban) som tog beslutningen, betegnede dem som "afgudsbilleder", og da vestlige firmaer var villige til at give enorme summer penge til renovering af de to statuer, bad Omar i vrede om ødelæggelsen af de to statuer, idet at vesten var villig til at betale enorme summer for de to statuer, men ikke til de millioner fattige mennesker i landet.

## Den amerikanske invasion
Den 22. september 2001 trak De Forenede Arabiske Emirater og senere Saudi-Arabien deres anerkendelse af Taliban som den lovlige regering i Afghanistan tilbage, efter at USA havde beskyldt bin Laden og Taliban for stå bag terrorangrebet den 11. september 2001. Dermed havde Taliban-regeringen kun forbindelser til Pakistan. Under trusler om gengældelsesangreb som straf for at skjule Osama bin Laden og hans al-Qaida organisation, tilbød Taliban regeringen at udlevere bin Laden til et neutralt land, men forslaget blev ignoreret af USA.
FN's sikkerhedsråd besluttede enstemmigt at indføre en våbenembargo og fastfryse bin Ladens, al-Qaidas og Talibans formuer.
Den 7. oktober 2001 indledte USA støttet af Storbritannien og en koalition af andre lande militæroperationer mod Taliban. Målet med dem var at fjerne Taliban fra magten, fordi Taliban ikke ville udlevere bin Laden til USA samt at øve gengældelse for Talibans hjælp til bin Laden og hans al-Qaida organisation. Landkrigen blev hovedsagelig udkæmpet af styrker fra Nordalliancen.
Mazar-e Sharif faldt i hænderne på koalition den 9. november. Det var en begivenhed som førte til, at en række provinser faldt med minimal modstand, da mange lokalstyrker skiftede fra Taliban til Nordalliancen. Natten til den 12. november trak Taliban sig ud af Kabul. Den 15. november befriede de allierede styrker otte vestlige hjælpearbejdere, der havde været holdt i fangeskab i tre måneder på grund af anklager om kristen missionsvirksomhed.
Taliban trak sig senere ud af Kandahar og omgrupperede sig i grænseregionen mellem Afghanistan og Pakistan. Taliban-regeringen anderkender ikke grænsen mellem Afghanistan og Pakistan, som en legitim grænse. Det gjorde de forrige afghanske regeringer heller ikke.
I sommeren 2021 påbegyndte Taliban en stor offensiv i Afghanistan under tilbagetrækningen af USA's styrker fra landet. Dette ledte til, at Taliban den 23. juli 2021 havde overtaget kontrollen med over halvdelen af Afghanistans 421 distrikter,
 og allerede den 15. august 2021 faldt Kabul til Taliban.

## Bøger
- Griffin, Michael. (2003). Reaping the Whirlwind: Afghanistan, Al Q'aida and the Holy War. London: Pluto Press. ISBN 0-7453-1916-5
- Jones, Owen Bennett (2002). Pakistan: Eye of the Storm, 2nd Ed.. New Haven: Yale University Press. ISBN 0-300-09760-3. Note pp. 9-11.
- Rashid, Ahmed (2000) Taliban: Militant Islam, Oil and Fundamentalism in Central Asia, ISBN 0-300-08902-3